# Ист Вали (Невада)
Ист Вали (енгл. East Valley) насељено је место без административног статуса у америчкој савезној држави Невада.

## Демографија
По попису из 2010. године број становника је 1.474.
| Група             | 2000.    | 2010.         |
| Белци             | 0 (0,0%) | 1.334 (90,5%) |
| Афроамериканци    | 0 (0,0%) | 5 (0,3%)      |
| Азијати           | 0 (0,0%) | 15 (1,0%)     |
| Хиспаноамериканци | 0 (0,0%) | 86 (5,8%)     |
| Укупно            | 0        | 1.474         |